# 베이사이드 얄개들
《베이사이드 얄개들》(영어: Saved by the Bell)은 1989년부터 1993년까지 NBC에서 방영된 시트콤이다.
2020년 피콕에서 동명 시트콤으로 부활하여 2021년까지 총 2시즌 20화가 방영되었으나 2022년 캔슬되었다.